# Будинок віце-короля (фільм)
«Будинок віце-короля» (англ. Viceroy's House) — британсько-індійський історичний фільм-драма 2017 року, поставлений режисерко Гуріндер Чадхою. Прем'єра стрічки відбулася 12 лютого 2017 року на 67-му Берлінському міжнародному кінофестивалі, де вона була показана в позаконкурсній програмі.

## Сюжет
1947 рік. Британське колоніальне панування в Індії добігає кінця. Правнук королеви Вікторії лорд Маунтбеттен отримує пост останнього віце-короля і переїжджає зі своєю дружиною і дочкою на шість місяців в будинок віце-короля в Делі. Йому належить слідкувати за переходом країни до незалежності. Маунбеттен займає найкращі поверхи особняка, що належать британським правителям, тоді як 500 індуїстських, мусульманських і сикхських слуг туляться в нижній частині будинку.

## У ролях
| Г'ю Бонневіль     | … | лорд Маунтбеттен   |
| Джилліан Андерсон | … | леді Маунтбеттен   |
| Маніш Даял        | … | Джіт               |
| Хума Куреші       | … | Аалія              |
| Ом Пурі           | … | Нур                |
| Майкл Гембон      | … | Ісмей              |
| Саймон Келлоу     | … | Редкліф            |
| Лілі Треверс      | … | Памела Маунтбеттен |
| Саймон Вільямс    | … | Арчі Вейвелл       |
| Сара-Джейн Діас   | … | Саміра             |
| Самрат Чакрабарті | … | Мохсін             |
| Танвір Гані       | … | Джавахарлал Неру   |
| Нірадж Кабі       | … | Магатма Ганді      |

## Знімальна група
- Автори сценарію — Пол Маєда Берджес, Мойра Буффіні, Гуріндер Чадха
- Режисер-постановник — Гуріндер Чадха
- Продюсери — Пол Маєда Берджес, Гуріндер Чадха, Діпак Наяр
- Співпродюсери — Пол Річі, Правеш Сахні
- Виконавчі продюсери — Камерон МакКрекен, Крістіна Ленген, Наташа Вортон, Тім О'Ші, Шібашіш Саркар
- Композитор — А. Р. Рахман
- Оператор — Бен Смітгард
- Монтаж — Валеріо Бонеллі, Вікторія Бойделл
- Підбір акторів — Мішель Гіш, Сехер Латіф
- Художник-постановник — Лоуренс Дорман
- Художник по костюмах — Кіт Медден
- Художник-декоратор — Сіма Каш'яп
- Артдиректори — Мет Берджел, Раві Шрівастав